# فالکون نورت‌وست
فالکون نورت‌وست (انگلیسی: Falcon Northwest) شرکت سخت‌افزار آمریکایی است، که در سال ۱۹۹۲ تأسیس شد.